# Општина Бребени (Олт)
Бребени (рум. Brebeni) општина је у Румунији у округу Олт.
Oпштина се налази на надморској висини од 122 m.